# Folsomia ocellata
Folsomia ocellata is een springstaartensoort uit de familie van de Isotomidae. De wetenschappelijke naam van de soort is voor het eerst geldig gepubliceerd in 1980 door Jordana.